# 前衛写真
前衛写真（ぜんえいしゃしん）とは、一般的に、前衛的な写真のことである。
ただ、日本の写真史においては、1920年代から1930年代にかけての新興写真の勃興を受けて発生した、1930年代後半から1940年代初頭にかけての前衛的な写真表現を意味することが多い。
この意味での前衛写真は、シュルレアリスムや抽象絵画（抽象美術）の影響を大きく受けて、成立している。具体的な写真家としては、「浪華写真倶楽部」の小石清を嚆矢として、「丹平写真倶楽部」の天野龍一、上田備山など、「アヴァンギャルド造影集団」の平井輝七、花和銀吾、樽井芳雄、本庄光郎など、「ナゴヤ・フォト・アヴァンガルド」の坂田稔、田島二男、山本悍右、後藤敬一郎など、「ソシエテ・イルフ」の高橋渡、久野久、許斐儀一郎、吉崎一人など、「前衛写真協会」の永田一脩、今井滋（いまいしげる、1910年-1991年）、阿部展也（あべのぶや、1913年-1971年）など、その他瑛九などが挙げられる。
技術的には、フォトモンタージュ、フォトグラム（フォトデッサン、オートグラム）、ソラリゼーション、「ブレ」、クローズアップなどの技法を用いることが多い。
太平洋戦争の開始とそれに伴う写真表現に対する強力な統制（前衛的な美術は不穏である、等）に伴い、この時期の前衛写真は極めて短命に終わった。そのため、この時期の前衛写真が戦後の写真表現へと直接接続することはなく、ある程度の時期を経た｢再評価｣を待つことになる。